# Staatsmeisterschaft von São Paulo
Die Staatsmeisterschaft von São Paulo – auch Campeonato Paulista oder Paulistão genannt – ist die jährlich ausgetragene Meisterschaft der Fußballvereine des brasilianischen Bundesstaates São Paulo. Sie wurde erstmals 1902 ausgetragen und ist damit der älteste Fußballwettbewerb in Brasilien. Sie wird vom Landesverband von São Paulo, der Federação Paulista de Futebol, veranstaltet und umfasst vier Ligen.
Die Staatsmeisterschaft findet jährlich immer am Anfang der Saison statt und hat ein paralleles Auf- und Abstiegssystem. Die Liga kann als Qualifikationsturnier für die Copa do Brasil und für die 4. Liga der Campeonato Brasileiro de Futebol dienen, aber die meisten Mannschaften, die in der 1. Liga der Campeonato Paulista spielen, spielen auch in den höheren Ligen des Campeonato Brasileiro de Futebol, sodass ihre Teilnahme an der nationalen Liga unabhängig von der Leistung in der Staatsmeisterschaft ist.
Die „großen Vier“ des Bundesstaates São Paulo (SC Corinthians, SE Palmeiras, FC Santos und FC São Paulo) nehmen jedes Jahr teil und ihre Rivalitäten sind ein Kennzeichen dieser Meisterschaft.

## Geschichte
Die erste Meisterschaftssaison 1902 wurde in einem Ligamodus mit fünf Klubs aus der Landeshauptstadt bestritten. Diese fünf Gründervereine waren São Paulo AC, CA Paulistano, SC Internacional, SC Germânia und AA Mackenzie College. Die zwei Bestplatzierten, São Paulo AC und CA Paulistano, haben am 26. Oktober 1902 im Velódromo de São Paulo ein Finalspiel ausgetragen, welches der SPAC mit 2:1 für sich entschied und damit die erste Staatsmeisterschaft gewann. Die beiden entscheidenden Tore wurden von Charles William Miller erzielt, dem „Vater des brasilianischen Fußballs“.
Eine weitere historische Fußnote der Campeonato Paulista in ihren frühen Jahren sind die beiden Erfolge des SC Germânia. Zwei der ersten Superstars Brasiliens spielten dort: Hermann Friese und Arthur Friedenreich. Dieser Verein deutschen Ursprungs war ein Pionier des Fußballsports nicht nur in São Paulo, sondern in ganz Brasilien.
Zwischen den Jahren 1913 und 1940 haben verschiedene, zeitweise miteinander konkurrierende Fußballverbände die Meisterschaftswettkämpfe organisiert, weshalb häufig zwei Meistertitel pro Jahr ausgespielt wurden, die heute gleichberechtigt anerkannt sind. Seit 1941 ist der Fußball in São Paulo unter der Dachorganisation der Federação Paulista de Futebol (FPF) zusammengefasst, die seither auch die Staatsmeisterschaft und andere Wettkämpfe organisiert. Heute gibt es vier Ligen in São Paulo, die Primera Divisão A1, A2, A3 mit je 20 Klubs und die Segunda Divisão, an der sich etwa 48 Klubs (je nach Jahr leicht schwankend) beteiligen. Der Fußball in São Paulo wird traditionell dominiert von den Vereinen aus der Hauptstadt und dem benachbarten Santos. Seit 1941 insbesondere von den „großen Vier“, Corinthians, Palmeiras, FC São Paulo und FC Santos, die auch zu den international erfolgreichsten Vereinen Brasiliens gehören.
Pelé war elfmal Rekordtorschütze des Wettbewerbs, davon neunmal in Serie, gefolgt von Arthur Friedenreich, der achtmal der treffsicherste Spieler des Paulistão war.

## Aktuelles Wettbewerbsformat

### Serie A-1(2017)
Das Format ähnelt den nordamerikanischen Sportligen mit einer Vorrunde und einer Finalrunde im K.-o.-System. Zunächst treten die 16 Teams gegen die 12 Teams, die nicht in ihrer Vierergruppe sind, an. Die besten zwei Teams der vier Gruppen qualifizieren sich für die K.O.-Phase. Die zwei schlechtesten Teams steigen in die Serie A-2 ab. Zusätzlich spielen die besten vier Teams, die sich nicht für das Halbfinale qualifiziert haben und nicht aus São Paulo (Stadt) oder Santos kommen, um die Troféu Campeão do Interior.

### Serie A-2 und A3(2017)
20 Mannschaften -Single Round Robin mit Playoff ( 4 in A2 ; 8 in A3 ) -laufende Ligareform !

## Meisterschaftshistorie

### Ehrentafel der Gewinner
| Rekordmeister: SC Corinthians Paulista | 0 | 31 Titel | SC Corinthians Paulista (São Paulo)                                                                                                |
| Rekordmeister: SC Corinthians Paulista | 0 | 26 Titel | SE Palmeiras (ehemals Societá Palestra Itália) (São Paulo)                                                                         |
| Rekordmeister: SC Corinthians Paulista | 0 | 22 Titel | Santos FC São Paulo FC (ehemals São Paulo FC da Floresta)                                                                          |
| Rekordmeister: SC Corinthians Paulista | 0 | 11 Titel | CA Paulistano (São Paulo) |
| Rekordmeister: SC Corinthians Paulista | 0 | 04 Titel | São Paulo AC |
| Rekordmeister: SC Corinthians Paulista | 0 | 03 Titel | AA das Palmeiras (São Paulo) Portuguesa (São Paulo)                                                                                |
| Rekordmeister: SC Corinthians Paulista | 0 | 02 Titel | SC Americano (SP) (Santos/São Paulo) SC Germânia (São Paulo) SC Internacional (São Paulo) AA São Bento (São Paulo) Ituano FC (Itu) |
| Rekordmeister: SC Corinthians Paulista | 0 | 01 Titel | AA Internacional (Limeira) CA Bragantino (Bragança Paulista) AD São Caetano (São Caetano do Sul)                                   |

### Liste der Staatsmeister
Abkürzungen der austragenden Verbände:
- 1902–1916: Liga Paulista de Foot-Ball (LPF)
- 1913–1936: Associação Paulista de Esportes Atléticos (APEA)
- 1926–1929: Liga dos Amadores de Futebol (LAF)
- 1935–1940: Liga de Futebol Paulista (LFP), 1938 umbenannt in Liga de Futebol do Estado de São Paulo (LFESP)
- 00seit 1941: Federação Paulista de Futebol (FPF)

| Saison |      | Meister                 | Torschützenkönig                                                                                                   | Saison |       | Meister                  | Torschützenkönig                     |
| ------ | ---- | ----------------------- | --- | ------ | ----- | ------------------------ | ------------------------------------ |
| 1902   | LPF  | São Paulo AC            | Miller (São Paulo AC; 10)                                                                                          | 1921   | APEA  | CA Paulistano            | Friedenreich (CA Paulistano; 33)     |
| 1903   | LPF  | São Paulo AC            | Álvaro (CA Paulistano; 4) Herbert Boyes (São Paulo AC; 4)                                                          | 1922   | APEA  | SC Corinthians Paulista  | Gambarotta (SC Corinthians; 19)      |
| 1904   | LPF  | São Paulo AC            | Miller (São Paulo AC; 9) Herbert Boyes (São Paulo AC; 9)                                                           | 1923   | APEA  | SC Corinthians Paulista  | Feitiço (AA São Bento; 18)           |
| 1905   | LPF  | CA Paulistano           | Friese (SC Germânia; 14)                                                                                           | 1924   | APEA  | SC Corinthians Paulista  | Feitiço (AA São Bento; 14)           |
| 1906   | LPF  | SC Germânia             | Fred Fuller (SC Germânia; 4)                                                                                       | 1925   | APEA  | AA São Bento             | Feitiço (AA São Bento; 10)           |
| 1907   | LPF  | SC Internacional        | Léo (SC Internacional; 8)                                                                                          | 1926   | APEA  | Societá Palestra Itália  | Heitor (Palestra Itália; 18)         |
| 1907   | LPF  | SC Internacional        | Léo (SC Internacional; 8)                                                                                          | 1926   | LAF   | CA Paulistano            | Filó (CA Paulistano; 16)             |
| 1908   | LPF  | CA Paulistano           | Peres (CA Paulistano; 6)                                                                                           | 1927   | APEA  | Societá Palestra Itália  | Araken (Santos FC; 31)               |
| 1908   | LPF  | CA Paulistano           | Peres (CA Paulistano; 6)                                                                                           | 1927   | LAF   | CA Paulistano            | Friedenreich (CA Paulistano; 13)     |
| 1909   | LPF  | AA das Palmeiras        | Bibi (CA Paulistano; 9)                                                                                            | 1928   | APEA  | SC Corinthians Paulista  | Heitor (Palestra Itália; 16)         |
| 1909   | LPF  | AA das Palmeiras        | Bibi (CA Paulistano; 9)                                                                                            | 1928   | LAF   | SC Internacional         | Friedenreich (CA Paulistano; 29)     |
| 1910   | LPF  | AA das Palmeiras        | Herbert Boyes (São Paulo AC; 10) Eurico (AA das Palmeiras; 10) Rubens Sales (CA Paulistano; 10)                    | 1929   | APEA  | SC Corinthians Paulista  | Feitiço (Santos FC; 12)              |
| 1910   | LPF  | AA das Palmeiras        | Herbert Boyes (São Paulo AC; 10) Eurico (AA das Palmeiras; 10) Rubens Sales (CA Paulistano; 10)                    | 1929   | LAF   | CA Paulistano            | Friedenreich (CA Paulistano; 16)     |
| 1911   | LPF  | São Paulo AC            | Décio (SC Americano; 7)                                                                                            | 1930   | APEA  | SC Corinthians Paulista  | Feitiço (Santos FC; 37)              |
| 1912   | LPF  | SC Americano            | Friedenreich (AA Mackenzie College; 16)                                                                            | 1931   | APEA  | São Paulo FC da Floresta | Feitiço (Santos FC; 39)              |
| 1913   | LPF  | SC Americano            | Décio (SC Americano; 7)                                                                                            | 1932   | APEA  | Societá Palestra Itália  | Pellicciari (Palestra Itália; 18)    |
| 1913   | APEA | CA Paulistano           | Pedro, Alvres, Renato und Whatley (AA Mackenzie College; 3) Luiz (AA das Palmeiras; 3) Mesquita (CA Paulistano; 3) | 1932   | APEA  | Societá Palestra Itália  | Pellicciari (Palestra Itália; 18)    |
| 1914   | LPF  | SC Corinthians Paulista | Neco (CA Ypiranga; 12)                                                                                             | 1933   | APEA  | Societá Palestra Itália  | Brito (São Paulo FC de Floresta; 21) |
| 1914   | APEA | AA São Bento            | Friedenreich (CA Paulistano; 12)                                                                                   | 1933   | APEA  | Societá Palestra Itália  | Brito (São Paulo FC de Floresta; 21) |
| 1915   | LPF  | SC Germânia             | Facchini (AA Campos Elíseos; 17)                                                                                   | 1934   | APEA  | Societá Palestra Itália  | Pellicciari (Palestra Itália; 13)    |
| 1915   | APEA | AA das Palmeiras        | Nazaré (AA das Palmeiras; 13)                                                                                      | 1934   | APEA  | Societá Palestra Itália  | Pellicciari (Palestra Itália; 13)    |
| 1916   | LPF  | SC Corinthians Paulista | Aparicio (SC Corinthians; 7)                                                                                       | 1935   | APEA  | Portuguesa               | Figueiredo (CA Ypiranga; 19)         |
| 1916   | APEA | CA Paulistano           | Mariano (CA Paulistano; 8)                                                                                         | 1935   | LFP   | Santos FC                | Teleco (SC Corinthians; 9)           |
| 1917   | APEA | CA Paulistano           | Friedenreich (CA Ypiranga; 14)                                                                                     | 1936   | APEA  | Portuguesa               | Carioca (Portuguesa; 18)             |
| 1917   | APEA | CA Paulistano           | Friedenreich (CA Ypiranga; 14)                                                                                     | 1936   | LFP   | Societá Palestra Itália  | Teleco (CA Corinthians; 28)          |
| 1918   | APEA | CA Paulistano           | Friedenreich (CA Paulistano; 25)                                                                                   | 1937   | LFP   | SC Corinthians Paulista  | Teleco (SC Corinthians; 15)          |
| 1919   | APEA | CA Paulistano           | Friedenreich (CA Ypiranga; 26)                                                                                     | 1938   | LFESP | SC Corinthians Paulista  | Siqueira (São Paulo FC; 13)          |
| 1920   | APEA | Societá Palestra Itália | Neco (SC Corinthians; 24)                                                                                          | 1939   | LFESP | SC Corinthians Paulista  | Teleco (SC Corinthians; 32)          |
| 1920   | APEA | Societá Palestra Itália | Neco (SC Corinthians; 24)                                                                                          | 1940   | LFESP | Societá Palestra Itália  | Peixe (CA Ypiranga; 21)              |

| Saison | Meister                 | Torschützenkönig                                                             | Saison | Meister                 | Torschützenkönig                                                        |
| ------ | ----------------------- | ---------------------------------------------------------------------------- | ------ | ----------------------- | ----------------------------------------------------------------------- |
| 1941   | SC Corinthians Paulista | Teleco (SC Corinthians; 26)                                                  | 1971   | São Paulo FC            | César Maluco (SE Palmeiras; 18)                                         |
| 1942   | SE Palmeiras            | Márino Milani (SC Corinthians; 24)                                           | 1972   | SE Palmeiras            | Toninho Guerreiro (São Paulo FC; 17)                                    |
| 1943   | São Paulo FC            | Hércules (SC Corinthians; 19)                                                | 1973   | Portuguesa & Santos FC  | Pelé (Santos FC; 11)                                                    |
| 1944   | SE Palmeiras            | Luisinho (São Paulo FC; 22)                                                  | 1974   | SE Palmeiras            | Geraldão (Botafogo FC; 15)                                              |
| 1945   | São Paulo FC            | Passarinho (São Paulo Railway AC; 17) Servílio de Jesus (SC Corinthians; 17) | 1975   | São Paulo FC            | Serginho Chulapa (São Paulo FC; 22)                                     |
| 1946   | São Paulo FC            | Servílio de Jesus (SC Corinthians; 19)                                       | 1976   | SE Palmeiras            | Sócrates (Botafogo FC; 15)                                              |
| 1947   | SE Palmeiras            | Servílio de Jesus (SC Corinthians; 19)                                       | 1977   | SC Corinthians Paulista | Serginho Chulapa (São Paulo FC; 32)                                     |
| 1948   | São Paulo FC            | Cilas (CA Ypiranga; 19)                                                      | 1978   | Santos FC               | Juari (Santos FC; 29)                                                   |
| 1949   | São Paulo FC            | Friaça (São Paulo FC; 24)                                                    | 1979   | SC Corinthians Paulista | Luis Fernando (América FC; 27)                                          |
| 1950   | SE Palmeiras            | Pinga (Portuguesa; 22)                                                       | 1980   | São Paulo FC            | Edmar (EC Taubaté; 17)                                                  |
| 1951   | SC Corinthians Paulista | Carbone (SC Corinthians; 30)                                                 | 1981   | São Paulo FC            | Mendonça (Guarani FC; 38)                                               |
| 1952   | SC Corinthians Paulista | Baltazar (SC Corinthians; 27)                                                | 1982   | SC Corinthians Paulista | Casagrande (SC Corinthians; 28)                                         |
| 1953   | São Paulo FC            | Tozzi (SE Palmeiras; 22)                                                     | 1983   | SC Corinthians Paulista | Serginho Chulapa (Santos FC; 22)                                        |
| 1954   | SC Corinthians Paulista | Tozzi (SE Palmeiras; 36)                                                     | 1984   | Santos FC               | Chiquinho Carlos (Botafogo FC; 16) Serginho Chulapa (Santos FC; 16)     |
| 1955   | Santos FC               | Del Vecchio (Santos FC; 23)                                                  | 1985   | São Paulo FC            | Careca (São Paulo FC; 23)                                               |
| 1956   | Santos FC               | Zezinho (São Paulo FC; 16)                                                   | 1986   | AA Internacional        | Kita (AA Internacional; 23)                                             |
| 1957   | São Paulo FC            | Pelé (Santos FC; 17)                                                         | 1987   | São Paulo FC            | Edmar (SC Corinthians; 19)                                              |
| 1958   | Santos FC               | Pelé (Santos FC; 58)                                                         | 1988   | SC Corinthians Paulista | Evair (Guarani FC; 19)                                                  |
| 1959   | SE Palmeiras            | Pelé (Santos FC; 44)                                                         | 1989   | São Paulo FC            | Toni (Sao José EC; 13) Toquinho (Portuguesa; 13)                        |
| 1960   | Santos FC               | Pelé (Santos FC; 34)                                                         | 1990   | CA Bragantino           | Alberto (Ituano FC; 12) Rubem (Guarani FC; 12) Volnei (Ferroviária; 12) |
| 1961   | Santos FC               | Pelé (Santos FC; 47)                                                         | 1991   | São Paulo FC            | Raí (São Paulo FC; 20)                                                  |
| 1962   | Santos FC               | Pelé (Santos FC; 37)                                                         | 1992   | São Paulo FC            | Válber (Mogi Mirim EC; 17)                                              |
| 1963   | SE Palmeiras            | Pelé (Santos FC; 22)                                                         | 1993   | SE Palmeiras            | Viola (SC Corinthians; 20)                                              |
| 1964   | Santos FC               | Pelé (Santos FC; 34)                                                         | 1994   | SE Palmeiras            | Evair (SE Palmeiras; 23)                                                |
| 1965   | Santos FC               | Pelé (Santos FC; 49)                                                         | 1995   | SC Corinthians Paulista | Bentinho (São Paulo FC; 20) Paulinho McLaren (Portuguesa; 20)           |
| 1966   | SE Palmeiras            | Toninho Guerreiro (Santos FC; 27)                                            | 1996   | SE Palmeiras            | Giovanni (Santos FC; 24)                                                |
| 1967   | Santos FC               | Flávio (SC Corinthians; 21)                                                  | 1997   | SC Corinthians Paulista | Dodô (São Paulo FC; 19)                                                 |
| 1968   | Santos FC               | Téia (Ferroviária; 20)                                                       | 1998   | São Paulo FC            | França (São Paulo FC; 12)                                               |
| 1969   | Santos FC               | Pelé (Santos FC; 26)                                                         | 1999   | SC Corinthians Paulista | Alex (Mogi Mirim EC; 12)                                                |
| 1970   | São Paulo FC            | Toninho Guerreiro (São Paulo FC; 13)                                         | 2000   | São Paulo FC            | França (São Paulo FC; 18)                                               |

| Saison | Meister                 | Torschützenkönig                                                                                               |
| ------ | ----------------------- | --- |
| 2001   | SC Corinthians Paulista | Washington (AA Ponte Preta; 16)                                                                                |
| 2002   | Ituano FC               | Alex Alves (CA Juventus; 17)                                                                                   |
| 2003   | SC Corinthians Paulista | Luís Fabiano (São Paulo FC; 8)                                                                                 |
| 2004   | AD São Caetano          | Vágner Love (SE Palmeiras; 12)                                                                                 |
| 2005   | São Paulo FC            | Finazzi (América FC; 17)                                                                                       |
| 2006   | Santos FC               | Nilmar (SC Corinthians; 18)                                                                                    |
| 2007   | Santos FC               | Somália (AD São Caetano; 13)                                                                                   |
| 2008   | SE Palmeiras            | Alex Mineiro (SE Palmeiras; 15)                                                                                |
| 2009   | SC Corinthians Paulista | Pedrão (Grêmio Barueri; 16)                                                                                    |
| 2010   | Santos FC               | Ricardo Bueno (Oeste FC; 16)                                                                                   |
| 2011   | Santos FC               | Elano (Santos FC; 11) Liédson (SC Corinthians; 11)                                                             |
| 2012   | Santos FC               | Neymar (Santos FC; 20)                                                                                         |
| 2013   | SC Corinthians Paulista | Ricardo Bueno (Oeste FC; 16)                                                                                   |
| 2014   | Ituano FC               | Alan Kardec (SE Palmeiras; 9)                                                                                  |
| 2015   | Santos FC               | Ricardo Oliveira (Santos FC; 11)                                                                               |
| 2016   | Santos FC               | Roger (Red Bull Brasil; 11)                                                                                    |
| 2017   | SC Corinthians Paulista | Gilberto (São Paulo FC; 9) William Pottker (AA Ponte Preta; 9)                                                 |
| 2018   | SC Corinthians Paulista | Miguel Borja (SE Palmeiras; 7)                                                                                 |
| 2019   | SC Corinthians Paulista | Ytalo (RB Brasil; 7) Rafael Costa (Botafogo FC (SP); 7) Diego Cardoso (Guarani FC; 7) Jean Mota (FC Santos; 7) |
| 2020   | SE Palmeiras            | Ytalo (RB Brasil; 7)                                                                                           |
| 2021   | São Paulo FC            | Bruno Mezenga (Ferroviária; 9)                                                                                 |
| 2022   | SE Palmeiras            | Ronaldo (AA Internacional; 9)                                                                                  |
| 2023   | SE Palmeiras            | Giuliano Galoppo (São Paulo; 8) Roger Krug Guedes (Corinthians; 8)                                             |
| 2024   | SE Palmeiras            | José Manuel López (Palmeiras; 10)                                                                              |
| 2025   | SC Corinthians Paulista | Guilherme (Santos; 10)                                                                                         |